# Густав Гауль
Густав Гауль (6 лютого 1836, Відень — 7 вересня 1888, Фордербрюль, сьогодні частина міста Медлінг) — австрійський художник-портретист та художник історичного живопису.

## Біографія

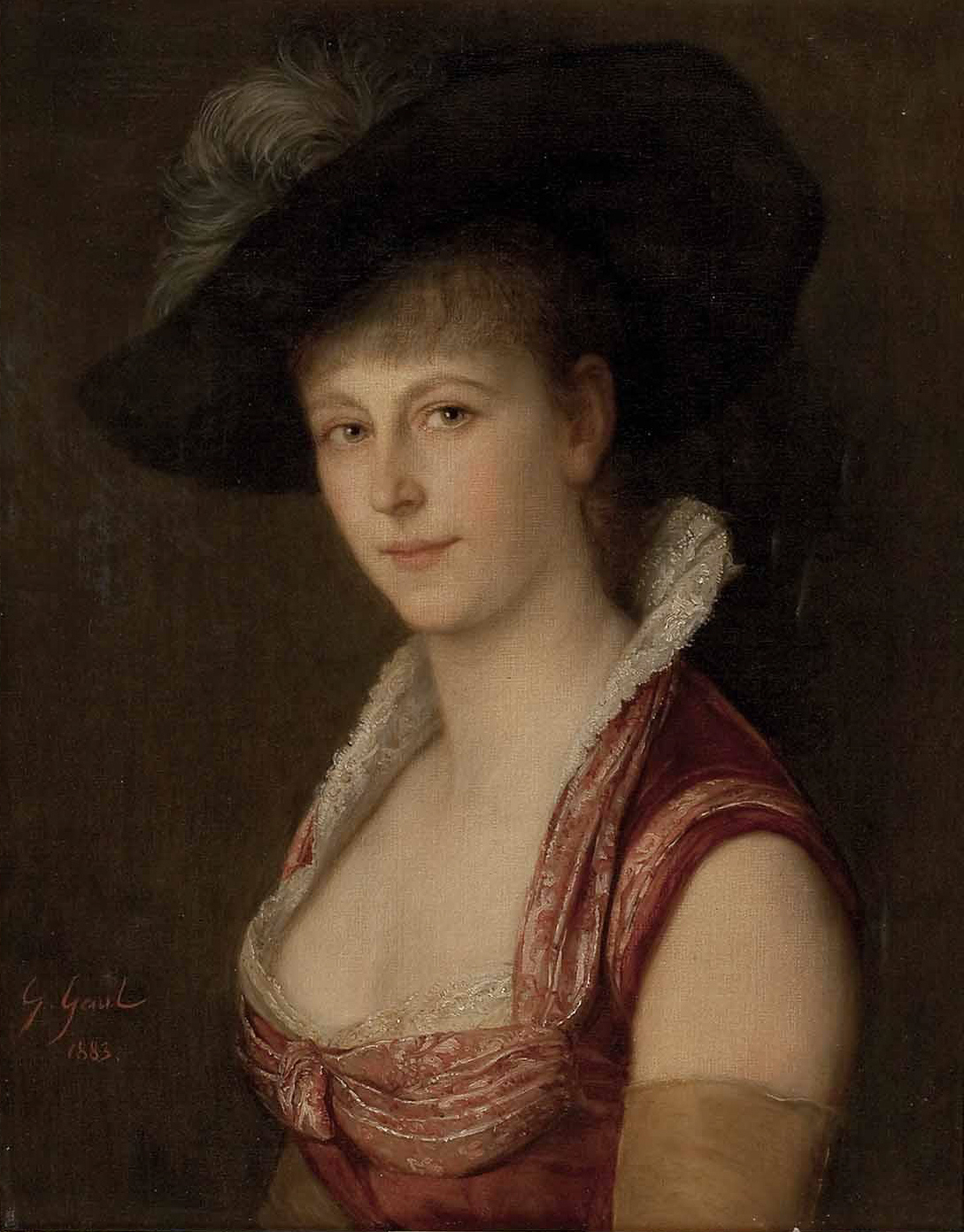
Густав Гауль: Портрет прими-балерини Берти Лінди (дружини художника Ганса Макарта), 1883 р.

Густав Гауль був старшим сином художника Франца Гауля; його молодшим братом був художник Франц Ксавер Гауль. Густав Гауль здобув першу освіту від свого батька; пізніше Гауль був студентом академії образотворчих мистецтв у своєму рідному місті. Його вчителями були Роберт Тер (акварель) і Карл Рал (історичний живопис).
Через п'ять років Гауль покинув художню академію. Він вирушив на навчання до північної Італії, а пізніше провів кілька тижнів у Дрездені, щоб вивчати венеційців. У 1855 році Гауля запросили представити деякі зі своїх картин (деякі роботи за Рембрандтом ван Рейном і Пітером Паулем Рубенсом) на Всесвітній виставці 1855 року в Парижі.
Пізніше він здійснив декілька навчальних поїздок по Франції та Нідерландах, звідки він привіз багато пейзажних замальовок, які час від часу зустрічалися на його історичних картинах.
Однією з найбільших його робіт на замовлення стало оформлення залу палацу Тодеско у Відні. На замовлення банкіра Едуарда фон Тодеско Гауль написав темперою стелю, що зображує процесію Вакха та сцени з міфу про Амура, Психіку та Венеру.
Густав Гауль помер у віці 52 років 7 вересня 1888 року у Фордербрюлі або в Гінтербрюлі, де знаходиться його могила, в якій згодом був похований і його брат і яка лише через деякий час була перетворена на почесну могилу.

## Стиль
Гаулю знадобилося багато часу, щоб знайти свій власний стиль; тривалий час він був під впливом стилю свого учителя Карла Ралома. У його жанрових творах є звернення до французьких зразків, які він розкривав у кольорах. На його портретах можна знайти багатьох важливих діячів віденського Бургтеатру.
У 1957 році у 23 районі Відня Лізінг на його честь було названо вулицю Гаульгассе (нім. Gaulgasse).

## Твори (частково)
- Генріх Аншуц. Портрет
- Джозеф Гіртл. Портрет
- Йосиф Левинський. Портрет
- Софі Шредер. Портрет
- Адольф фон Зоннеталь. Портрет
- Луї Шпор. Портрет
- Шарлотта Волтерс. Портрет